# Acadêmicos do Lagomar
O Grêmio Recreativo Escola de Samba Acadêmicos do Lagomar é uma escola de samba de Macaé, Rio de Janeiro. sendo sediada no bairro Lagomar e fundada por Joel Cruz, que também já foi presidente da agremiação.

## Carnavais
| Ano  | Colocação | Grupo    | Enredo                                                                                                   | Ref.        |
| ---- | --------- | -------- | --- | ----------- |
| 2012 | Campeã    | 1        | Quem é rei nunca perde sua majestade, do castelo real, à corte a verde e branco, vai brilhar no carnaval | [ 1 ] [ 2 ] |
| 2013 | 5ºlugar   | Especial | Minhas ruas são caminho que te levam a me encontrar...                                                   | [ 3 ]       |
| 2014 | 6ºlugar   | Especial | É FERIADO. DESCANSAR OU COMEMORAR? Faça a sua escolha e venha com o Lagomar.                             | [ 4 ]       |